# Parabola dei primi posti e degli inviti
La parabola dei primi posti e degli inviti è una delle parabole di Gesù, contenuta nel Vangelo secondo Luca.
Gesù, notando come gli invitati sceglievano i primi posti a tavola, raccontò loro questa parabola, dicendo: «Quando sei invitato a nozze da qualcuno, non metterti al primo posto, perché quel tale potrebbe aver invitato un altro più importante di te, e chi ha invitato te e lui non venga a dirti: “Cedi il posto a questi”. E allora tu, pieno di vergogna, non vada ad occupare l'ultimo posto. Ma quando sei invitato, va a metterti all'ultimo posto affinché, venendo chi ti ha invitato, ti dica: “Amico, sali più su”. Allora ne avrai onore davanti a coloro che sono a tavola con te. Perché chiunque si innalza sarà abbassato, e chi si abbassa sarà innalzato».